# Miltiades Gouskos
Miltiades Gouskos (Grieks: Μιλτιάδης Γκούσκος) (Zakynthos, 1874 – India, 1904) was een Griekse atleet, die gespecialiseerd was in het kogelstoten.
In 1896 was Gouskos bij de Olympische Spelen van Athene een van de zeven deelnemers aan het onderdeel kogelstoten. Hij werd tweede met een worp van 11,15 m. De wedstrijd werd gewonnen door de Amerikaan Bob Garrett, die met 11,22 het olympisch record vaststelde.
Gouskos was aangesloten bij Panellinios GS in Athene.

## Palmares

### kogelstoten
- 1896:  OS - 11,15 m[2]